# ミラノ〜サンレモ2009
ミラノ〜サンレモ2009は、ミラノ〜サンレモの記念すべき100回目のレース。2009年3月21日に行われた。

## コース断面図と概要
ゴール寸前、30数名ほどの大集団から、ハインリヒ・ハウスラーが真っ先に仕掛けたところ、これにマーク・カヴェンディッシュだけが反応。最後はカヴェンディッシュが半車身ほど交わし、当レース初優勝となった。
なお、ランス・アームストロングも出場。125位でゴールした。

## 結果
ミラノからサンレモまで、全行程298km。
|    | 選手名                     | 国籍           | チーム                                       | 時間          |
| -- | -------------------------- | -------------- | -------------------------------------------- | ------------- |
| 1  | マーク・カヴェンディッシュ | イギリス       | コロンビア・ハイロード                       | 6時間42分45秒 |
| 2  | ハインリヒ・ハウスラー     | ドイツ         | サーヴェロ・テストチーム                     | 同            |
| 3  | トル・フースホフト         | ノルウェー     | サーヴェロ・テストチーム                     | +02秒         |
| 4  | アラン・デイヴィス         | オーストラリア | クイックステップ                             | 同            |
| 5  | アレッサンドロ・ペタッキ   | イタリア       | LPR・ブレーキ＝ファルネーゼ・ヴィーニ        | 同            |
| 6  | ダニエーレ・ベンナーティ   | イタリア       | リクイガス                                   | 同            |
| 7  | アイトール・ガルドス       | スペイン       | エウスカルテル・エウスカディ                 | 同            |
| 8  | エンリコ・ロッシ           | イタリア       | チェラミカ・フラミニア＝ボッシーニ・ドッチェ | 同            |
| 9  | ルカ・パオリーニ           | イタリア       | アクア&サポーネ＝カッフェ・モカンボ          | 同            |
| 10 | ペーター・ヴェリトス       | スロバキア     | チーム・ミルラム                             | 同            |